# Wallari
Wallari (fl. VI secolo) è stato un duca longobardo, primo duca di Bergamo.

## Biografia
Capo di una tribù ed appartenente alla dinastia degli Arodingi, una stirpe stanziatasi presso Brescia, Wallari partecipò insieme al re Alboino all'invasione longobarda dell'Italia del 568 e divenne duca della città di Bergamo tra il 570 e il 575.
Dopo gli omicidi del re Alboino (572) e del suo successore Clefi (574), i Longobardi non elessero un nuovo re e entrarono in un periodo di anarchia che durò dieci anni. I Longobardi e gli altri barbari che li avevano seguiti in Italia si divisero in 36 capi militari, i Duchi, che misero l'Italia a ferro e fuoco, saccheggiarono le chiese, massacrarono i sacerdoti e l'aristocrazia romana.
Alcuni attraversarono le Alpi e lanciarono incursioni nel sud-est della Gallia, mentre altri combatterono tra di loro. Durante questo periodo di disordini, Wallari si ritagliò un importante ducato con Bergamo come centro. Il potere regio nello stato longobardo fu restaurato nel 584, quando, con il consenso della nobiltà, Autari fu eletto nuovo re. Per provvedere ai bisogni del nuovo sovrano del regno, ciascuno dei duchi trasferì la metà dei suoi possedimenti al monarca. Tuttavia, a causa della mancanza di fonti sufficienti sul duca di Wallari, non si sa se a quell'epoca fosse ancora duca di Bergamo. Il primo duca che gli succedette ricordato dalle fonti storiche fu Gaidulfo, menzionato a partire dagli anni '90.
Il ducato di Bergamo sarà abolito nel 702.

La principale fonte che lo ricorda è Paolo Diacono, che dirà di lui:
(Paolo Diacono, Historia Langobardorum, II, 32)